# Tipula (Pterelachisus) tundrensis cinereoabdominalis
Tipula (Pterelachisus) tundrensis cinereoabdominalis is een ondersoort van de tweevleugelige Tipula (Pterelachisus) tundrensis uit de familie langpootmuggen (Tipulidae). De ondersoort komt voor in het Palearctisch gebied.